# 朱豪壧
湘阴康懿王朱豪壧（1437年—1500年12月3日），明朝湘阴安僖王朱贵焻嫡次子，母亲是王妃王氏；辽简王朱植孙，明太祖曾孙。明朝第二代湘阴王。

## 生平
正統七年（1442年）五月与兄长朱豪垆同获赐名。
朱豪壧受封为湘陰长子，未详朱豪垆系早夭或庶出。景泰元年（1450年）九月，朱豪壧与十六叔枝江王朱贵熠的嫡長子枝江长子朱豪壂获給授一品冠服。
景泰四年（1453年）四月，朱贵焻奏朱豪壧年長，雖已订婚，尚未完婚，府中祿米費用不敷，请求將同年祿米的折色鈔一萬五千貫暫改为本色米一千石支用，等朱豪壧完婚，仍照舊领取折鈔。明代宗下詔允准。同月，封荊州衛副千戶張信的女儿為湘陰長子夫人，賜誥命冠服。
天顺元年（1457年）三月，戶部奏朱贵焻累次上奏称自己为了朱豪壧成婚和造房屋，費用艱難，请求將本年、次年的折色祿米二千石暫於荊州府倉支用本色，明英宗命准其中一年一千石准用本色。
成化三年（1467年）十一月，朱贵焻去世。成化六年（1470年），朱豪壧袭封。
成化二十三年（1487年）六月，因朱豪壧所请，明宪宗賜《續資治通鑑綱目》《玉篇》《廣韻》諸書。
弘治三年（1490年）九月，因辽惠王朱恩鑙所请，明孝宗賜朱豪壧《御製大誥》等書。
弘治十年（1497年）十二月，朱豪壧建书堂储存所获赐的书，因而奏请赐书堂名，孝宗賜額“謙勤”。
弘治十三年（1500年）十一月，朱豪壧去世。孝宗得知其死讯，輟朝一日，按制度賜祭葬，谥康懿。
弘治十四年（1501年）二月，孝宗命給湘陰王妃張氏養贍米每年一百石。
弘治十六年（1503年），朱豪壧的嫡长子朱恩鍖袭封湘阴王。

### 分歧记载
《明英宗睿皇帝實錄卷三百九》载，天順三年（1459年）十一月賜宣城王朱貴㸅、湘陰王朱豪壧荊州府江陵縣地各三頃有余。当时湘陰王仍为朱贵焻。

## 评价
- 《弇山堂别集》卷073：温良好樂，柔克有光。

## 家庭

### 妻妾
- 王妃张氏

### 子孙
- 嫡長子湘陰恭簡王朱恩鍖
  - 嫡長子湘陰端靖王朱寵湳，字原一，號恆齋[13]
  - 第二子鎮國將軍朱寵淪[13]
- 第二子鎮國將軍朱恩鐉[13]
  - 第一子輔國將軍朱寵濆[13]
  - 第二子輔國將軍朱寵湑[13]
    - 嫡長子朱致榩，弘治十七年（1504年）二月賜名[14]
- 第三子鎮國將軍朱恩鍪，天顺四年（1460年）三月赐名[15]
  - 嫡二子朱寵洤，弘治元年（1488年）四月赐名[16]
  - 第三子朱寵涓，弘治二年（1489年）十月赐名[17]
  - 子輔國將軍朱寵浴[13]
    - 嫡長子奉國將軍朱致柷，弘治十七年（1504年）七月賜名[18]，嘉靖元年（1522年）七月在世[19]
    - 第二子奉國將軍朱致檑[13]
    - 第三子奉國將軍朱致㮷[13]
- 第四子鎮國將軍朱恩𨪈[13]
  - 嫡長子朱寵浼，弘治三年（1490年）九月賜名[10]
  - 子輔國將軍朱寵潛[13]
  - 子輔國將軍朱寵浦[13]
  - 子輔國將軍朱寵汧[13]